# 333 a.C.
Il 333 a.C. (CCCXXXIII a.C. in numeri romani) è un anno  del IV secolo a.C.

## Eventi
- Alessandro Magno vince la Battaglia di Isso contro il re persiano Dario III
- Fondazione di Alessandretta in Turchia.
- Roma
  - dittatore Publio Cornelio Rufino

## Morti
- Caridemo, mercenario ateniese
- Memnone di Rodi, militare e mercenario greco antico (n. 380 a.C.)